# Borgiallo
Borgiallo is een gemeente in de Italiaanse provincie Turijn (regio Piëmont) en telt 501 inwoners (31-12-2004). De oppervlakte bedraagt 7,0 km², de bevolkingsdichtheid is 72 inwoners per km².

## Demografie
Borgiallo telt ongeveer 247 huishoudens. Het aantal inwoners steeg in de periode 1991-2001 met 9,3% volgens cijfers uit de tienjaarlijkse volkstellingen van ISTAT.
| Jaar | Inwoneraantal |
| ---- | ------------- |
| 1991 | 454           |
| 2001 | 496           |

## Geografie
Borgiallo grenst aan de volgende gemeenten: Frassinetto, Castellamonte, Colleretto Castelnuovo, Castelnuovo Nigra, Chiesanuova, Cuorgnè.

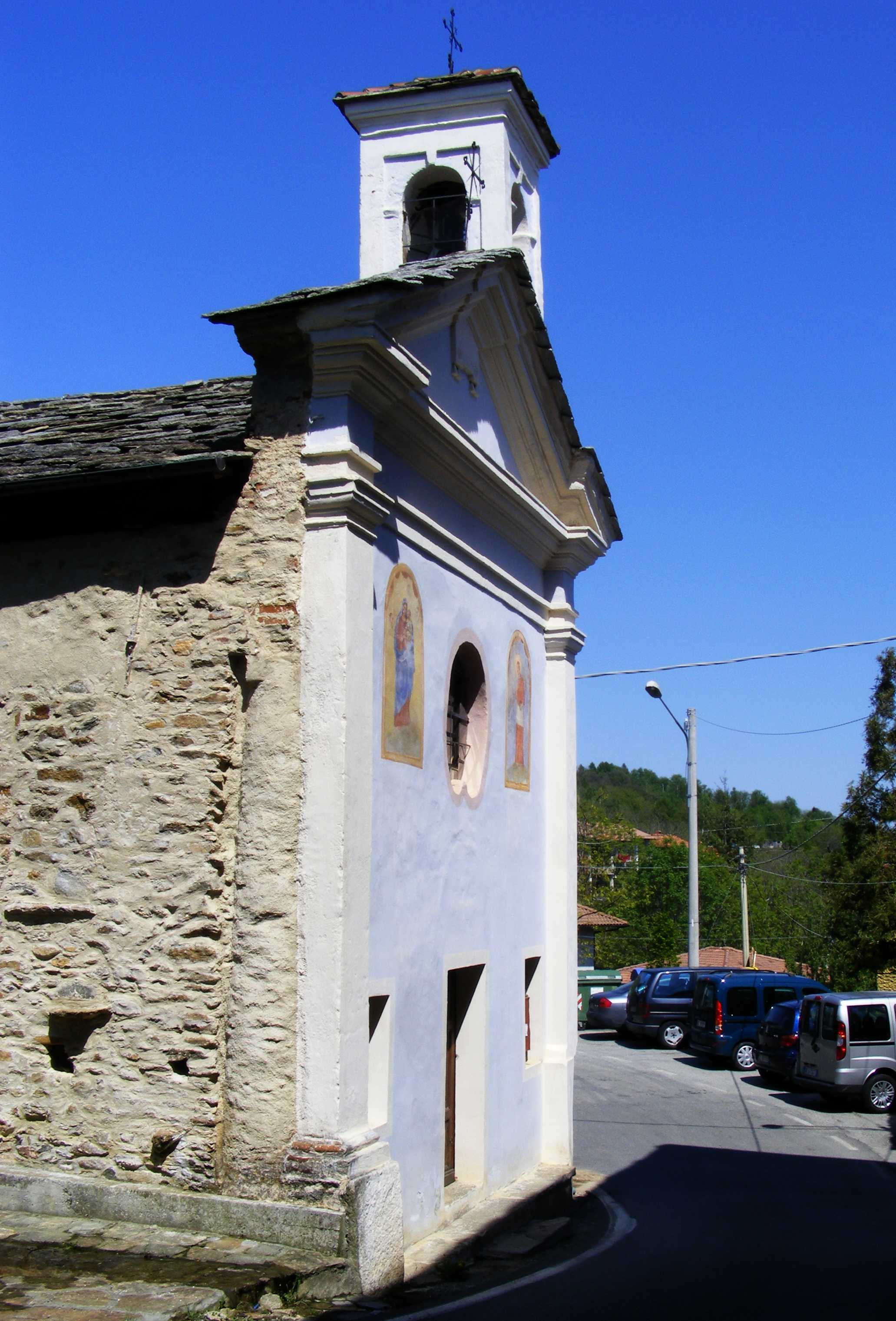

1. ↑  https://demo.istat.it/?l=it.